# Åke Nordin
Åke Nordin (Örnsköldsvik, 17 maart 1936 – 27 december 2013) was een Zweeds ondernemer. Hij was de oprichter van Fjällräven, een bedrijf gericht op buitensportkleding en -materiaal.
In 1950, op veertienjarige leeftijd, ging Nordin wandelen in de bergen van Västerbotten. Hij ontdekte dat hij ontevreden was over het weinig comfortabele ontwerp van zijn rugzak. Na enig onderzoek ontwierp hij een alternatief type rugzak met een houten frame waardoor de gewichtsverdeling beter werd. Tien jaar later leidde deze uitvinding tot de oprichting van zijn bedrijf, Fjällräven, dat begon in de kelder van zijn woning in Örnsköldsvik. Hij bouwde de onderneming uit tot een groot bedrijf in buitensportartikelen.
Nordin overleed na een ziekbed op 27 december 2013.